# Све те ситнице (филм)
Све те ситнице (енгл. Small Things Like These) је историјска драма из 2024. године коју је режирао Тим Миелантс, а сценарио је написао Енда Волш према истоименом роману Клер Киган из 2021. године. У главним улогама играју Килијан Марфи (који је такође и продуцент), Ајлин Волш, Мишел Ферли, Емили Вотсон, Клер Дан и Хелен Бихан. Као међународна копродукција између Ирске и Белгије, радња филма се фокусира на озлоглашене Магдаленске перионице у Ирској.
Филм Све те ситнице премијерно је приказан на 74. Берлинском међународном филмском фестивалу 15. фебруара 2024. године, а у Ирској и Великој Британији је изашао 1. новембра 2024. године. Филм је добио је позитивне критике од стране стручњака.

## Радња
Ближи се Божић 1985. године. Трговац угљем Бил Фурлонг, познат као поштен и вредан човек из ирског града Њу Рос, отац је пет девојчица. У флешбековима, Бил се присећа свог тешког детињства као син младе самохране мајке коју је породица одбацила, али јој је било дозвољено да ради за госпођу Вилсон, богаташицу и независну власницу земље. Једног дана Бил полази на испоруке раније него обично. Када отвори шупу за угаљ локалног самостана, открива тинејџерку Сару закључану у шупи на леденој температури. Сара каже да ће за пет месеци морати да се породи у шупи. Бил одводи Сару у самостан, где часне сестре глуме да ће бринути о њој. Сару и Била воде у топлу канцеларију сестре Мери, игуманије самостана. Ту је Сара приморана да лажно изјави да су је друге девојке закључале у шупу док су се играле жмурке.
Након што одведу Сару, сестра Мери злокобно пита Била о његовој породици, будући да су и Билова жена Ајлин и његова најстарија ћерка Кетлин похађале школу којом управљају часне сестре. Снажно наговештава да би, ако проговори о ономе што је видео, могла спречити да његове млађе ћерке похађају школу. Затим пише божићну честитку, убацује „поклон“ у виду новца у коверат, пише „Ајлин“ на коверат, затвара га и уручује Билу. Бил узима коверту и враћа се кући узнемиренији него пре, не дајући коверту Ајлин. Касније Ајлин пита Била за честитку, јер је срела сестру Мери која јој је рекла за њу. Бил даје запечаћени коверти Ајлин, која је изненађена када пронађе „поклон“ и пита се зашто јој Бил није одмах дао коверту. Он одговара да је заборавио.
Бил касније посећује локални паб, чија власница, госпођа Кехо, саветује Била да „иде линијом мањег отпора“ и да не говори о самостану и томе шта се дешава, због друштвеног утицаја часних сестара. Једне вечери, Бил иде да купи божићни поклон за своју жену, а на путу кући види поклон који је увек желео као дете. Затим одлази до самостана и отвара шупу за угаљ, где поново затиче Сару. Бил постепено побеђује њен страх и изводи је из шупе ван територије самостана. Полако пролази поред познаника на видику и на крају носи изнемоглу девојку до своје куће. Бил је дочекује у топлини свог дома и коначно се осмехује, показујући јој да је на сигурном.
Филм се завршава посветом женским жртвама Магдаленских перионица, које су постојале од 1922. до 1998. године.

## Улоге
- Килијан Марфи као Бил Фурлонг, трговац угљем
- Луис Кирван као млади Бил
- Ајлин Волш као Ајлин Фурлонг, Билова жена
- Мишел Ферли као госпођа Вилсон
- Емили Вотсон као сестра Мери, игуманија самостана
- Клер Дан као сестра Кармел
- Хелен Бихан као госпођа Кехо, власница локалног паба
- Лијадан Данли као Кетлин Фурлонг, Билова најстарија ћерка
- Агнес О’Кејси као Сара Фурлонг, Билова мајка
- Марк Мекена као Нед, радник на фарми госпође Вилсон

- Зара Девлин као Сара, млада жена из самостана